# Crkvine, Tutin
Crkvine (izvirno srbsko Црквине) je naselje v Srbiji, ki upravno spada pod Občino Tutin; slednja pa je del Raškega upravnega okraja.

## Demografija
V naselju živi 92 polnoletnih prebivalcev, pri čemer je njihova povprečna starost 31,6 let (32,0 pri moških in 31,2 pri ženskah). Naselje ima 30 gospodinjstev, pri čemer je povprečno število članov na gospodinjstvo 4,53.
Po podatkih popisa iz leta 2002 večino prebivalstva tega naselja predstavljajo Bošnjaki, v času zadnjih treh popisov pa je opazno zmanjšanje števila prebivalcev.
|  |

| Demografija | Demografija     | Demografija     |
| Leto        | Št. prebivalcev | Št. prebivalcev |
| ----------- | --------------- | --------------- |
|             |                 |                 |
|             |                 |                 |
|             |                 |                 |
|             |                 |                 |
| 1948        | 61              |                 |
| 1953        | 69              |                 |
| 1961        | 78              |                 |
| 1971        | 88              |                 |
| 1981        | 95              |                 |
| 1991        | 176             | 174             |
| 2002        | 178             | 136             |
|             |                 |                 |

| Etnična sestava po popisu iz leta 2002 | Etnična sestava po popisu iz leta 2002 | Etnična sestava po popisu iz leta 2002 | Etnična sestava po popisu iz leta 2002 | Etnična sestava po popisu iz leta 2002 |
| -------------------------------------- | -------------------------------------- | -------------------------------------- | -------------------------------------- | -------------------------------------- |
| Bošnjaki                               | Bošnjaki                               |                                        | 132                                    | 97,05%                                 |
| Muslimani                              | Muslimani                              |                                        | 1                                      | 0,73%                                  |
| Neznano                                | Neznano                                |                                        | 3                                      | 2,20%                                  |